# Willy Zielstorff
Willy Adalbert Karl Zielstorff (* 16. September 1866 in Jeeser bei Miltzow (Pommern); † 1938 in Plieningen (Württemberg)) war ein deutscher Agrikulturchemiker und Rektor der Universität Königsberg. 

## Leben
Zielstorff wurde als Sohn des Gutspächters Julius Zielstorff († 1887) und dessen Frau Bertha (geb. Büttner) geboren. Er erhielt anfänglich Privatunterricht, bezog 1874 die große Stadtschule in Rostock und wechselte 1880 an das Realgymnasium in Greifswald. Von 1886 bis 1890 studierte Zielstorff an der Universität Greifswald Naturwissenschaften, insbesondere die Chemie. 1890 wurde er in Greifswald zum Doktor phil. promoviert. 1891 nahm er eine Assistenzstelle an der Königl. Sächsischen Versuchsstation in Möckern bei Leipzig an und wechselte 1896 als Stationschemiker an die Königl. Württembergische Landwirtschaftliche Versuchsstation in Hohenheim. Hier widmete er sich der Erforschung von künstlichen Dünge- und Kraftfuttermitteln. Am 1. Oktober 1905 wurde er Direktor der Landwirtschaftlichen Versuchsstation in Insterburg. 1916 übertrug man ihm die Professur für Agrikulturchemie und landwirtschaftliche Bakteriologie an der Universität Königsberg. Dort war er 1926/27 Rektor der Alma Mater und wurde 1934 aus Altersgründen emeritiert. Nach seiner Emeritierung lebte er in Plieningen (Württemberg).
Politisch stand Zielstorff in der Weimarer Republik den Deutschnationalen nahe, ohne Mitglied der DNVP zu sein.

## Werke
- Über eine Diphenyldisulfonsäure und Diphenoldisulfonsäure, Inaugural-Dissertation, Greifswald 1890.
- Die künstlichen Düngemittel und ihre Anwendung. Allgemeine Grundsätze, praktische Ratschläge und Warnungen beim Einkauf und bei Anwendung der künstlichen Düngemittel, Stuttgart 1904.
- mit Dietrich Meyer, Max Popp, Alfred Gehring: Düngungsversuche mit verschiedenen Düngemitteln auf Acker und Wiese. Berlin 1926.